# NGC 52
NGC 52 (ook wel PGC 978, UGC 140, MCG 3-1-30, ZWG 456.42 of IRAS00120+1818) is een spiraalvormig sterrenstelsel in het sterrenbeeld Pegasus.
NGC 52 werd op 18 september 1784 ontdekt door de Britse astronoom William Herschel.